# Simmelkær
Simmelkær er en landsby i Midtjylland med 262 indbyggere  (2024). Simmelkær er beliggende i Simmelkær Sogn 16 kilometer nord for Herning og syv kilometer nord for Sunds. Byen tilhører Herning Kommune og er beliggende i Region Midtjylland.
Simmelkær Kirke ligger i byen.
Byen havde i sin "Storhedstid" 1 Kirke - 1 Sparekasse - 1 Skole til og med 7 klasse - 3 Købmænd - 2 Mekaniker værksteder
- 5 Vogmmænd - 2 Smedie - 1 Bager - 1 Mejeri - 1 Cykelhandler - 1 Elforretning - 1 mølle - 1 slagter
Jens Eskildsen stiftede kagefabrikken Dan Cake i 1931 i Simmelkær.
Bageriet flyttede dog til Give i 1959.